# Cotinga
A Cotinga a madarak osztályának verébalakúak (Passeriformes) rendjébe és a kotingafélék (Cotingidae) családjába tartozó nem.

## Rendszerezésük
A nemet Mathurin Jacques Brisson francia zoológus írta le 1760-ban, jelenleg az alábbi 7 faj tartozik ide:
- Cotinga maynana
- türkizkotinga (Cotinga cayana)
- azúr kotinga (Cotinga amabilis)
- panamai kotinga (Cotinga ridgwayi)
- Cotinga nattererii
- bíborosmellű kotinga (Cotinga cotinga)
- kobaltkotinga (Cotinga maculata)

## Előfordulásuk
Mexikó déli részétől, Közép-Amerikán keresztül, Brazília délkeleti részéig honosak. A természetes élőhelyük a szubtrópusi vagy trópusi erdők.

## Megjelenésük
Testhosszuk 17-20 centiméter közötti. A hímek tollazata kék, különböző nagyságú lilás foltokkal, a tojóé barna színű.

## Életmódjuk
Főleg gyümölcsökkel táplálkoznak, de fogyasztanak rovarokat is.